# Tomaso Antonio Catullo

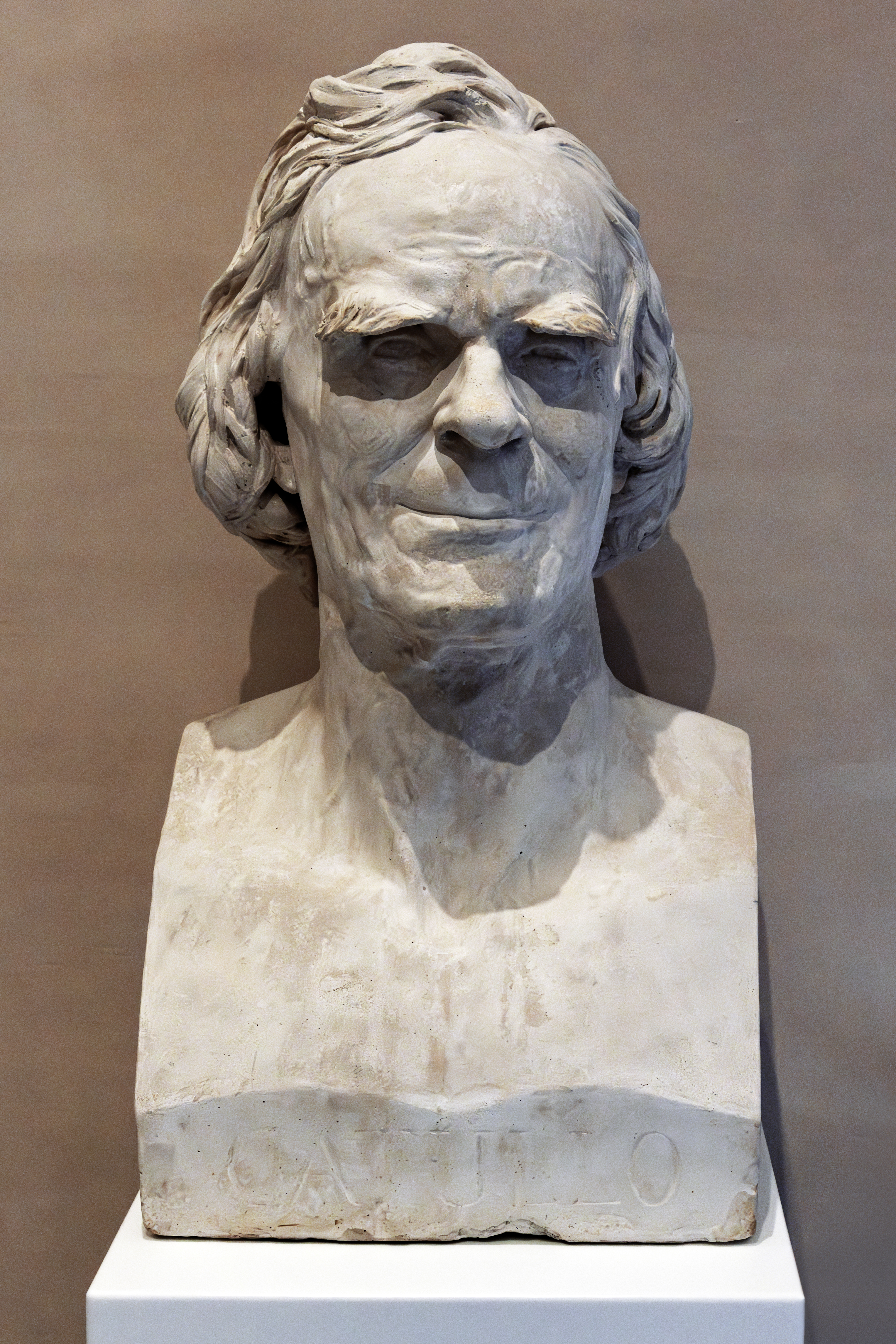
Tomaso Antonio Catullo

Tomaso Antonio Catullo (* 9. Juli 1782 in Belluno; † 13. April 1869 in Padua) war ein italienischer Geologe, Mineraloge, Zoologe und Paläontologe.
Nach dem Studium von Mathematik, Medizin und Chemie an der Universität Padua wurde er 1811 Lehrer (Professor) für Naturgeschichte und Chemie am Gymnasium seiner Heimatstadt. Später wechselte er in ähnlicher Funktion an das Gymnasium von Verona. Er war ab 1829 Professor für Naturgeschichte an der Universität Padua. 1843/44 war er dort Rektor.
1840 wurde er Mitglied der Accademia Nazionale delle Scienze. 1836 ernannte ihn die Medizinische Fakultät der Universität Padua zum Ehrendoktor der Medizin.

## Schriften
- Manuale mineralogico. Belluno 1812.
- Zoologia fossile delle province venete. Padua 1827.
- Sulle argille delle Alpi. Padua 1837.
- Trattato sopra la costituzione geognostica-fisica dei terreni. Padua 1837.
- Sulle caverne delle province venete. Venedig 1844.
- Prodromo di geognosia paleozoica delle Alpi Venete. Modena 1847.